# 锦州小岭子机场
锦州小岭子机场是一个位于中国辽宁省锦州市的4C级标准的民航机场，位于锦州市太和区桃园北里31号，距市中心7.5公里。2015年12月10日起停止营运，航班改至新建的錦州灣機場起降，原屬的锦州小岭子IATA机场代码JNZ及ICAO機場代碼ZYJZ都轉移至錦州灣機場。

## 航点
錦州小嶺子機場所有航點全部轉移到錦州灣機場